# Place Gambetta (París)
La place Gambetta es una plaza situada en el barrio de Père-Lachaise del distrito XX de París .

## Origen del nombre
La plaza toma su nombre de Léon Gambetta (1838-1882), político, miembro del Gobierno de Defensa Nacional en 1870 y presidente del Consejo .

## Historia
La plaza inaugurada en 1870 se llamó primero " place de Pyrénées ", y luego " place de Puebla ". El nombre de " plaza Gambetta " lo lleva desde 1893 .

## Edificios notables
- El ayuntamiento distrito XX se encuentra en un borde de la plaza, entre la avenue Gambetta y la rue Belgrand.
- Una fuente moderna se encuentra en el centro de la plaza. Instalada en 1992, es obra conjunta del  arquitecto Alfred Gindre, del artista visual Jean Dismier y del maestro vidriero Jean-Louis Rousselet.[1]